# برت جانز
برت جانز (انگلیسی: Brett Johns؛ زادهٔ ۲۱ فوریهٔ ۱۹۹۲) ورزشکار هنرهای رزمی ترکیبی اهل ولز است. وی از سال ۲۰۱۲ میلادی تاکنون مشغول فعالیت بوده‌است.